# Ngancar (Giriwoyo)
Ngancar is een bestuurslaag in het regentschap Wonogiri van de provincie Midden-Java, Indonesië. Ngancar telt 1724 inwoners (volkstelling 2010).